# Nevø
En nevø er en søn af ens egne eller ens ægtefælles søskende, dvs. en som man er farbror/morbror/onkel, henholdsvis moster/faster/tante til. Man kan også bruge ordet brorsøn eller søstersøn for at tydeliggøre forholdet.
Den tilsvarende betegnelse for en pige er niece.